# Heliura marica
Heliura marica là một loài bướm đêm thuộc phân họ Arctiinae, họ Erebidae.